# Drallewatsch
Der Drallewatsch ist eine Kneipenmeile in der Innenstadt von Leipzig. Der Name geht auf den sächsischen Ausdruck „auf den Drallewatsch gehen“ zurück, was soviel bedeutet wie „etwas erleben“ oder „um die Häuser ziehen“.
Das Projekt wurde 1996 von mehreren Leipziger Gastronomen ins Leben gerufen mit dem Ziel, die Leipziger Innenstadt touristisch attraktiver zu machen. Der Name wurde durch die Leser der Leipziger Volkszeitung gewählt.
Das Areal befindet sich innerhalb des Innenstadtrings Leipzig zwischen dem Richard-Wagner-Platz und dem Burgplatz und führt durch die Große und Kleine Fleischergasse, das Barfußgäßchen und die Klostergasse vorbei am Matthäikirchhof und am Thomaskirchhof.
Auf dem Drallewatsch befinden sich über 30 Gaststätten, Restaurants, Bars und Kneipen. Zu den bekanntesten Gaststätten der Leipziger Gastronomiegeschichte gehören der Coffe Baum (das älteste Kaffeehaus in Deutschland), Barthels Hof, Zills Tunnel (in dem das Lied Das Wandern ist des Müllers Lust von Carl Friedrich Zöllner erstmals gesungen wurde), der Thüringer Hof und der Ratskeller Leipzig.
Neben den gastronomischen Einrichtungen befinden sich auf dem Gebiet des Drallewatsch auch traditionelle kulturelle Einrichtungen wie das Bach-Museum und das Sächsische Apothekenmuseum. Auf dem Platz vor dem Coffe Baum steht der Puttenbrunnen (Lipsia-Brunnen) von Max Lange. In den Innenhöfen des Barockbaus Webers Hof und des Rokokobaus Becksches Haus finden im Sommer Theateraufführungen statt.